# Lijst van nummer 0-hits in de Outlaw 41 in 2021
Deze hits stonden in 2021 op nummer 0 in de Outlaw 41.
| Datum        | Artiest                                            | Titel                     |
| ------------ | -------------------------------------------------- | ------------------------- |
| 3 januari    | The Strokes                                        | The Adults Are Talking    |
| 10 januari   | The Vices                                          | In And Out                |
| 17 januari   | The Vices                                          | In And Out                |
| 24 januari   | Banji                                              | Listen                    |
| 31 januari   | Banji                                              | Listen                    |
| 7 februari   | Django Django                                      | Glowing In The Dark       |
| 14 februari  | Arlo Parks                                         | Caroline                  |
| 21 februari  | Royal Blood                                        | Typhoons                  |
| 28 februari  | Royal Blood                                        | Typhoons                  |
| 7 maart      | Ramkot                                             | Red                       |
| 14 maart     | Ramkot                                             | Red                       |
| 21 maart     | 4B2M                                               | This Is Happening         |
| 28 maart     | 4B2M                                               | This Is Happening         |
| 4 april      | Orange Skyline                                     | Shine On                  |
| 11 april     | Beabadoobee                                        | Last Day On Earth         |
| 18 april     | Beabadoobee                                        | Last Day On Earth         |
| 25 april     | Beabadoobee                                        | Last Day On Earth         |
| 2 mei        | Beabadoobee                                        | Last Day On Earth         |
| 9 mei        | Sports Team                                        | Happy (God's Own Country) |
| 16 mei       | Sports Team                                        | Happy (God's Own Country) |
| 23 mei       | Frank Carter & The Rattlesnakes (Feat. Joe Talbot) | My Town                   |
| 30 mei       | Son Mieux                                          | Drive                     |
| 6 juni       | Arlo Parks                                         | Hope                      |
| 20 juni      | Wolf Alice                                         | Smile                     |
| 27 juni      | Ramkot                                             | Am I Alright Now?         |
| 4 juli       | Ramkot                                             | Am I Alright Now?         |
| 11 juli      | Pip Blom                                           | Keep It Together          |
| 25 juli      | Beabadoobee                                        | Cologne                   |
| 1 augustus   | Beabadoobee                                        | Cologne                   |
| 8 augustus   | Gang Of Youths                                     | Angel Of 8th. Ave         |
| 15 augustus  | Gang Of Youths                                     | Angel Of 8th. Ave         |
| 22 augustus  | Wet Leg                                            | Chaise Longue             |
| 29 augustus  | Wet Leg                                            | Chaise Longue             |
| 5 september  | Sea Girls                                          | Sick                      |
| 12 september | Sea Girls                                          | Sick                      |
| 19 september | Sylvie Kreusch                                     | Let It All Burn           |
| 26 september | Sylvie Kreusch                                     | Let It All Burn           |
| 3 oktober    | Ramkot                                             | Fever                     |
| 10 oktober   | Ramkot                                             | Fever                     |
| 17 oktober   | Alt-J                                              | U&ME                      |
| 24 oktober   | Alt-J                                              | U&ME                      |
| 31 oktober   | Wet Leg                                            | wet Dream                 |
| 7 november   | Wet Leg                                            | wet Dream                 |
| 14 november  | Gang Of Youths                                     | The Man Himself           |
| 21 november  | Gang Of Youths                                     | The Man Himself           |
| 28 november  | Foals                                              | Wake Me Up                |
| 5 december   | Foals                                              | Wake Me Up                |
| 12 december  | Bloc Party                                         | Traps                     |
| 19 december  | Eels                                               | The Magic                 |
| 26 december  | Eels                                               | The Magic                 |